# Pietro Maravigna
Pietro Maravigna (Catania, 14 marzo 1876 – Roma, 24 maggio 1964) è stato un generale, storico e politico italiano.

## Biografia
Nacque a Catania, nel Regno d'Italia, figlio di Michele Maravigna (1839-1921), che, pur appartenendo ad una famiglia della classe media era divenuto tenente colonnello dell'11º Reggimento fanteria "Casale", uno dei più prestigiosi dell'esercito italiano, e della contessina Margherita Negri di Sanfront (1848-1935), figlia del conte Alessandro Negri di Sanfront, ufficiale dei Carabinieri Reali e di nobile famiglia piemontese.
Pietro Maravigna, dopo l'educazione presso il Liceo classico Cavour, entrò nell'Accademia Reale di Torino, uscendone nel 1895 sottotenente nel 5º Reggimento "Lancieri di Novara" (del quale avrebbe fatto parte anche Gabriele D'Annunzio); promosso tenente l'anno seguente, partecipò agli ultimi avvenimenti della Guerra di Abissinia; tra il 1896 e il 1902 fu posto di stanza in Eritrea, prima come aiutante di campo del generale Antonio Baldissera, poi come governatore militare di Ghinda con il grado di capitano. Nel 1902 venne assegnato alla riserva e messo in licenza; uomo di grande versatilità, nello stesso anno si iscrisse alla facoltà di storia dell'Università di Torino, dove si laureò a pieni voti tre anni dopo, conseguendo specializzazioni ed ulteriori studi in Francia e in Germania.
Richiamato al servizio attivo nel 1911, fu promosso maggiore e trasferito in fanteria, nell'82º Reggimento fanteria "Torino", con il quale partecipò alla guerra italo-turca; nel novembre 1912 entrò a far parte dello Stato maggiore dell'Esercito Italiano come aiutante dell'allora capo di stato maggiore generale Alberto Pollio. Nello stesso tempo divenne insegnante di storia militare presso l'Accademia Reale di Torino e nel gennaio 1914 pubblicò il suo primo libro, Storia delle Operazioni Militari del Regio Esercito Italiano in Libia, uno dei primi libri sull'argomento, seguito a distanza di pochi mesi da Storia dell'Esercito Sabaudo.
Durante la prima guerra mondiale fu aiutante di campo del generale principe Emanuele Filiberto di Savoia-Aosta tra il 1915 e il 1917; nel febbraio 1917 venne promosso colonnello e diventò capo di stato maggiore dell'Ufficio Informazioni (ITO) della I Armata e vice del colonnello Tullio Marchetti. Nel maggio 1918 fu nuovamente promosso colonnello e divenne Commendatore dell'Ordine della Corona d'Italia per la Destra storica; sarebbe stato deputato anche per le legislature XXVI, XXVII e XXVIII, quando si dimise a causa di disaccordi con il governo fascista.
Nel 1920 divenne professore di storia militare presso l'Università La Sapienza di Roma e l'anno seguente pubblicò due importanti saggi storici: Eugenio di Savoia, il Condottiero d'Europa e Sulla Fortificazione Moderna: da Vauban a Montalenbert, che venne adottato come libro di testo da numerose scuole militari, sia italiana che europee. Nel 1923 venne promosso maggior generale e nel 1925 aiutante di campo del generale Badoglio, allora capo di stato maggiore dell'esercito italiano; nel 1927 pubblicò La Monarchia Sabauda e nel 1929 Economia Italiana di Guerra.
Nel 1931 fondò la Lega per l'amicizia italo-francese, della quale fu a lungo presidente, finché essa non venne sciolta dal governo fascista nel 1937; nel 1933 scrisse Storia Militare d'Italia, che venne pubblicata nel 1948 e il 9 ottobre 1934 ricevette l'Ordine dei Santi Maurizio e Lazzaro e il titolo di cavaliere da re Vittorio Emanuele III, che lo promosse tenente generale e gli affidò il comando della piazzaforte militare di Genova, che detenne fino all'aprile 1938, quando si ritirò dall'esercito.
Dopo la caduta del regime fascista e della Repubblica Sociale Italiana, Maravigna divenne un importante attivista monarchico, divenendo anche presidente provinciale di Novara del Partito Nazionale Monarchico, senza però candidarsi come deputato. Continuò invece la sua attività di storico e di accademico presso l'Università di Torino, pubblicando tra il 1950 e il 1966: La Volpe Savoiarda: vita di Vittorio Emanuele II di Savoia, Lettere dallo Stato Maggiore Italiano 1912-1919, La guerra sulla Bainsizza, Italia e Francia, un'alleanza mancata, Storia Militare del Colonialismo Italiano, Vita, Opere e Pensiero di Massimo Taparelli d'Azeglio, Sul Senato del Regno d'Italia, In difesa dell'ammiraglio Persano, Memorie d'un uomo d'altri tempi; nel 1964 venne decorato con la Legion d'Onore. Morì a Torino il 2 maggio 1971, all'età di novantaquattro anni.